# Mollisiaceae
Mollisiaceae is een familie van de Leotiomycetes, behorend tot de orde van Helotiales. Het typegeslacht is Mollisia, dat tevens het grootste geslacht is van de familie. De familie omvat in totaal 26 geslachten en ruim ruim 600 soorten.

## Kenmerken
De vruchtlichamen van zijn bekervormig, schijfvormig en met haren bedekt. De buitenste laag is gemaakt van prismatische cellen. Vezelige parafysen, cilindrisch of lancetvormig met gezwollen uiteinden. Anamorfen produceren conidiomen van het sporodochium-type. Conidioforen variërend in kleur van hyaliene tot bruin. Conidia zonder septum, ellipsvormig, glazig of bruin, ontstaan alleen of in groepen.

## Taxonomie
De familie Mollisiaceae bestaat uit de volgende 26 geslachten:
| Naam           | Auteur                       | Jaar | Aantal soorten |
| -------------- | ---------------------------- | ---- | -------------- |
| Barrenia       | E. Walsh & N. Zhang          | 2015 | 2              |
| Belonopsis     | (Sacc.) Rehm                 | 1891 | 21             |
| Bulbomollisia  | Graddon                      | 1984 | 3              |
| Cheirospora    | Moug. & Fr.                  | 1825 | 4              |
| Cystodendron   | Bubák                        | 1914 | 2              |
| Dibeloniella   | Nannf.                       | 1932 | 3              |
| Diplococcium   | Grove                        | 1885 | 35             |
| Discocurtisia  | Nannf.                       | 1983 | 1              |
| Fuscosclera    | Hern.-Restr., J. Mena & Gené | 2017 | 1              |
| Haglundia      | Nannf.                       | 1932 | 8              |
| Mollisia       | (Fr.) P. Karst.              | 1871 | 233            |
| Mollisiella    | Boud.                        | 1885 | 6              |
| Neotapesia     | E. Müll. & Hütter            | 1963 | 3              |
| Nimbomollisia  | Nannf.                       | 1983 | 5              |
| Niptera        | Fr.                          | 1849 | 80             |
| Nipterella     | Starbäck ex Dennis           | 1962 | 3              |
| Phaeomollisia  | T.N. Sieber & Grünig         | 2009 | 1              |
| Phialocephala  | W.B. Kendr.                  | 1961 | 39             |
| Pseudonaevia   | Dennis & Spooner             | 1993 | 2              |
| Sarconiptera   | Raitv.                       | 2003 | 1              |
| Scutobelonium  | Graddon                      | 1984 | 1              |
| Scutomollisia  | Nannf.                       | 1976 | 13             |
| Tapesia        | (Pers.) Fuckel               | 1870 | 110            |
| Trichobelonium | (Sacc.) Rehm                 | 1891 | 18             |
| Trimmatostroma | Corda                        | 1837 | 38             |
| Variocladium   | Descals & Marvanová          | 1999 | 2              |